# アニメージュ・ヴォーカル・コレクション
『アニメージュ・ヴォーカル・コレクション』は1990年9月25日に徳間ジャパンコミュニケーションズから発売されたアニメーションアルバム。TKCA-30147。

## 概要
徳間書店・アニメージュ編集部が同社の系列会社・スタジオジブリ作品の曲を集めたもの。

## 収録曲
1. 君をのせて
  - 作詞：宮崎駿 / 作曲・編曲：久石譲 / 唄：井上あずみ
  - 劇場アニメ『天空の城ラピュタ』エンディングテーマ。
2. 風の谷のナウシカ
作詞：松本隆 / 作曲：細野晴臣 / 編曲：萩田光雄 / 唄：安田成美
  - 劇場アニメ『風の谷のナウシカ』テーマソング。
3. となりのトトロ
  - 作詞：宮崎駿 / 作曲・編曲：久石譲 / 唄：井上あずみ
  - 劇場アニメ『となりのトトロ』エンディングテーマ。
4. おかあさん
  - 作詞：中川李枝子 / 作曲・編曲：久石譲 / 唄：井上あずみ
  - 劇場アニメ『となりのトトロ』挿入歌。
5. まいご
  - 作詞：中川李枝子 / 作曲・編曲：久石譲 / 唄：井上あずみ
  - 劇場アニメ『となりのトトロ』イメージソング。
6. もしも空を飛べたら
  -  : 作詞：松本隆 / 作曲：筒美京平 / 編曲：鷺巣詩郎 / 唄：小幡洋子
  - 劇場アニメ『天空の城ラピュタ』イメージソング。
7. 風の妖精
  - 作詞：松本隆 / 作曲：細野晴臣 / 編曲：白井良明 / 唄：安田成美
  - ラジオ『オールナイトニッポン 風の谷のナウシカスペシャル』エンディングテーマ。
8. 空からこぼれたSTORY
  - 作詞：三浦徳子 / 作曲：佐藤健 / 編曲：福井峻 / 歌：ダ・カーポ
  - テレビアニメ『名探偵ホームズ』オープニングテーマ。
9. 想い出がかけぬけてゆく
  - 作詞：風堂美紀 / 作曲・編曲：久石譲 / 唄：井上あずみ
  - 劇場アニメ『魔女の宅急便』イメージソング。
10. 鳥になった私
  - 作詞：麻生圭子 / 作曲・編曲：久石譲 / 唄：宝野ありか
  - 劇場アニメ『魔女の宅急便』イメージソング。
11. 好きなのに!
  - 作詞：麻生圭子 / 作曲・編曲：久石譲 / 唄：宝野ありか
  - 劇場アニメ『魔女の宅急便』イメージソング。
12. あこがれのまち
  - 作詞：角野栄子 / 作曲・編曲：久石譲 / 唄：MAI＆YUMIKO-Chan
  - 劇場アニメ『魔女の宅急便』イメージソング。
13. 君をのせて
  - 唄：杉並児童合唱団
14. めぐる季節
  - 作詞：吉元由美 / 作曲・編曲：久石譲 / 唄：井上あずみ
  - 劇場アニメ『魔女の宅急便』イメージソング。